# Гарибашвили, Ираклий Тариелович
Ира́клий Тарие́лович Гарибашви́ли (груз. ირაკლი ტარიელის ძე ღარიბაშვილი; род. 28 июня 1982, Тбилиси, Грузинская ССР, СССР) — грузинский государственный и политический деятель. Член и председатель партии «Грузинская мечта — Демократическая Грузия». Премьер-министр Грузии (2013—2015; 2021—2024), министр обороны Грузии (2019—2021) и председатель партии «Грузинская мечта — Демократическая Грузия» (2013—2015), министр полиции и общественного порядка Грузии (2012—2013).

## Биография
В школьные годы занимался кикбоксингом.
В 2004 году окончил факультет международного права и международных отношений Тбилисского государственного университета. Параллельно учился во французском Университета Париж 1 Пантеон-Сорбонна. В 2005 году получил степень магистра по специальности международные отношения в Тбилисском университете. Владеет грузинским, русским, английским и французским языками.

### Профессиональная деятельность
В Грузию вернулся весной 2004 года, после «революции роз», и начал работать в компаниях бизнесмена Бидзины Иванишвили. В 2004—2005 годах работал менеджером в департаменте логистики «Карту Групп». В 2005—2008 годах — заместитель директора департамента логистики, помощник президента «Карту Групп» Б. Иванишвили. С 2007 по май 2012 года — член наблюдательного совета «Карту Банк». Одновременно, с 2005 по 2012 год занимал пост генерального директора Международного благотворительного фонда «Карту», также принадлежащего Иванишвили.
В 2012 году после основания Иванишвили политического объединения «Грузинская мечта — Демократическая Грузия» занимался подготовкой партии к Парламентским выборам в Грузии, на которых политическое объединение победило, получив 85 мест в парламенте.
25 октября 2012 года занял пост министра полиции и общественного порядка Грузии в правительстве Иванишвили.

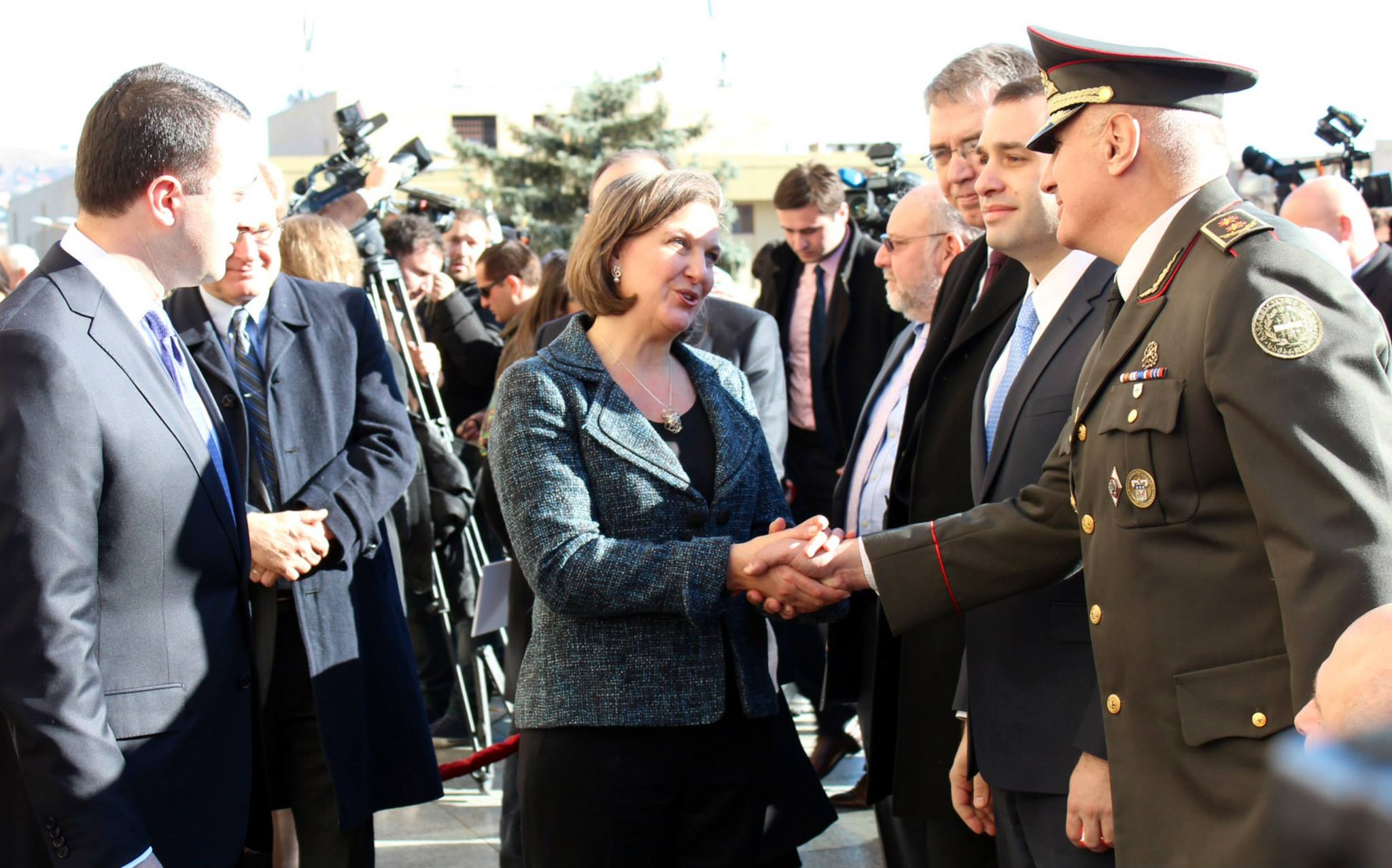
Ираклий Гарибашвили с помощником госсекретаря США по делам Европы и Евразии Викторией Нуланд (в центре) и министром обороны Грузии Ираклием Аласанией (второй справа) в 2013 году

2 ноября 2013 года премьер-министром Грузии Бидзиной Иванишвили он был объявлен наиболее вероятным преемником на посту главы грузинского правительства. 20 ноября 2013 года парламент Грузии утвердил новый состав правительства и Ираклий Гарибашвили стал премьер-министром. 31-летний Гарибашвили стал самым молодым премьером в истории Грузии и самым молодым главой правительства в мире на момент назначения.
23 декабря 2015 года Гарибашвили объявил об уходе с поста премьер-министра Грузии. «Я покидаю сегодня эту должность, но остаюсь верным солдатом нашей страны», — заявил он.
В 2018—2019 годах Гарибашвили был советником наблюдательного совета по управлению региональными проектами китайской компании CEFC China Energy.
На несколько лет Гарибашвили исчез с политической арены, но в марте 2019 года вернулся в правящую партию «Грузинская мечта — Демократическая Грузия», чтобы помочь вывести её из кризиса. 8 сентября 2019 года назначен министром обороны в правительстве Георгия Гахарии.
После разразившегося политического кризиса и отставки премьера Гахарии 18 февраля 2021 года, Ираклий Гарибашвили был выдвинут кандидатом на должность главы кабинета и утверждён в этой должности парламентом 22 февраля почти единогласно.
После вторжения России на Украину в 2022 году заявил, что Грузия не будет вводить санкции против России из-за «прагматичных соображений», чем вызвал возмущение и акции протеста грузинской оппозиции.
29 января 2024 года в ходе специального брифинга объявил о своём уходе с поста премьер-министра Грузии. Политик также заявил, что возглавит правящую партию «Грузинская мечта — Демократическая Грузия».
1 февраля 2024 года во время восьмого съезда партии «Грузинская мечта — Демократическая Грузия» Гарибашвили был избран её председателем.
25 апреля 2025 года Гарибашвили заявил, что покидает партию и уходит из политики.

## Семья

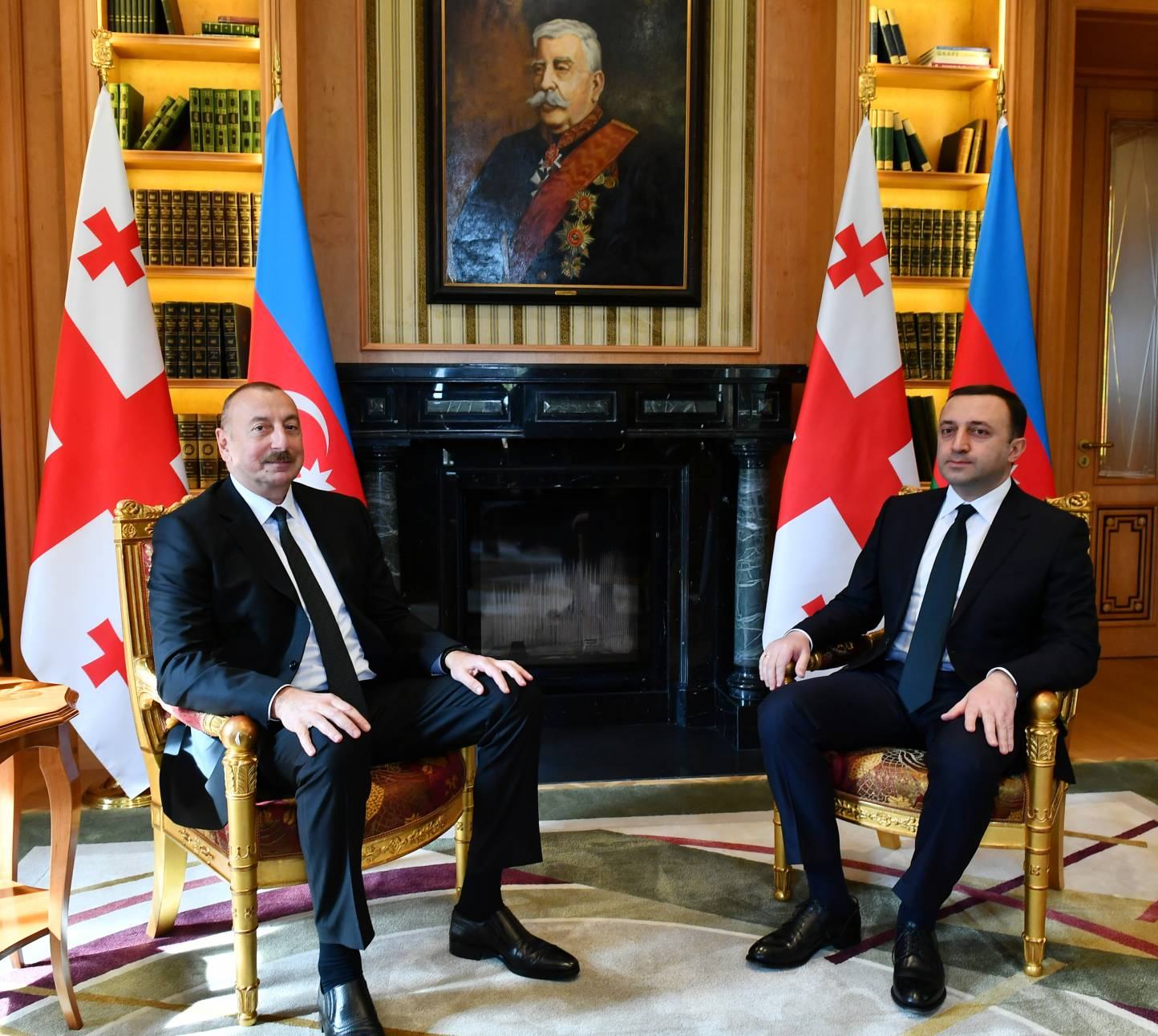
Ильхам Алиев и премьер-министр Грузии Ираклий Гарибашвили провели встречу один на один.

Женат, супруга Нунука Тамазашвили (род. 1983), четверо детей — сыновья Николоз (род. 2005), Андриа (род. 2010), Гавриил (род. 2015) и дочь Нино (род. 2016). Его тесть Тамаз Тамазашвили, бывший генерал милиции, в период правления Саакашвили был арестован по обвинению в незаконном ношении и хранении оружия и взрывчатых веществ.

## Награды
- Орден «За заслуги» I степени (23 августа 2021, Украина) — за весомый личный вклад в укрепление украинско-грузинского межгосударственного сотрудничества, поддержку независимости и территориальной целостности Украины[20].